# Mammillaria lindsayi
Mammillaria lindsayi es una especie perteneciente a la familia Cactaceae. Es endémico de Chihuahua y Sinaloa  en México. Su hábitat natural son los áridos desiertos.

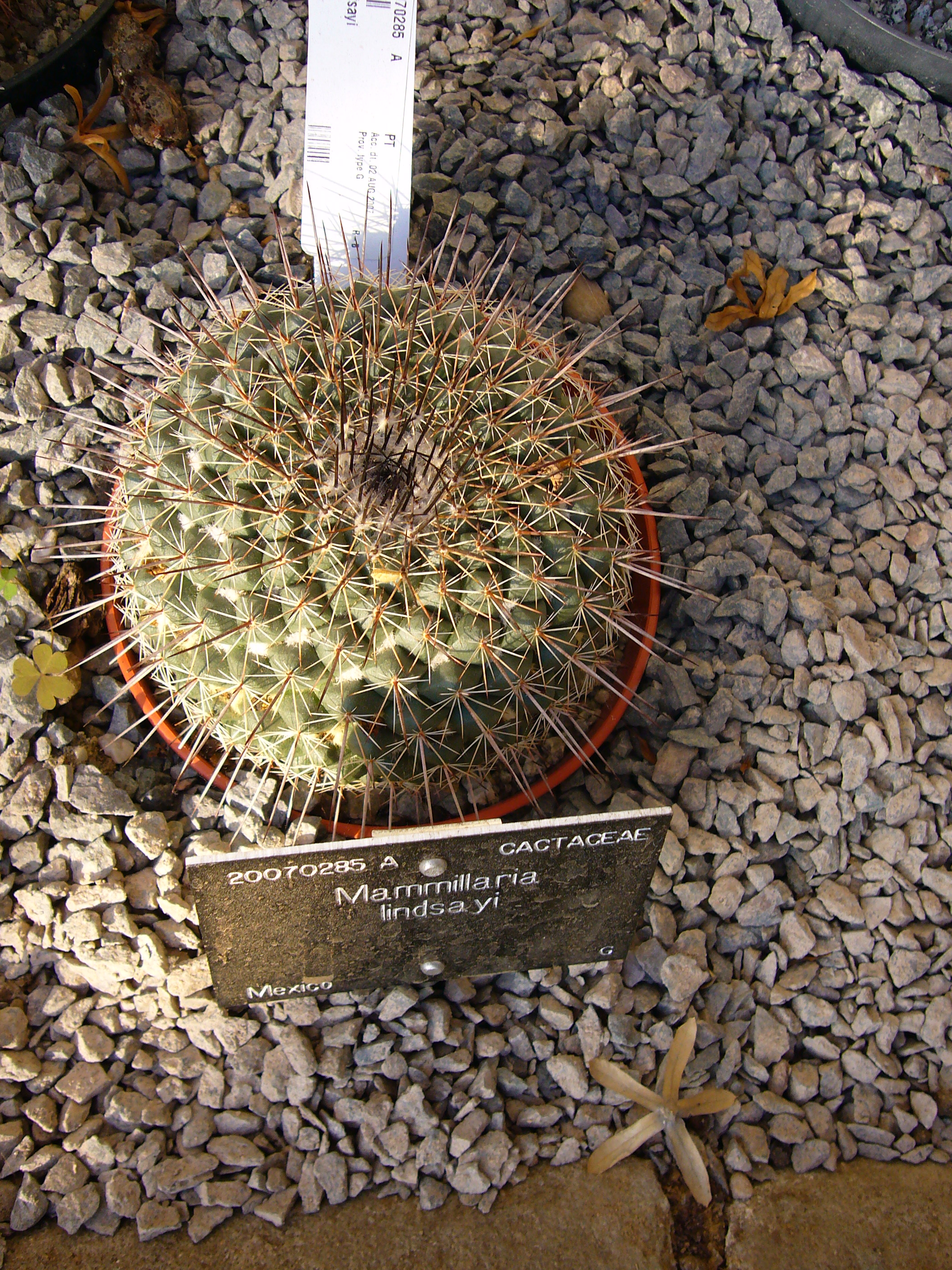
Vista de la planta

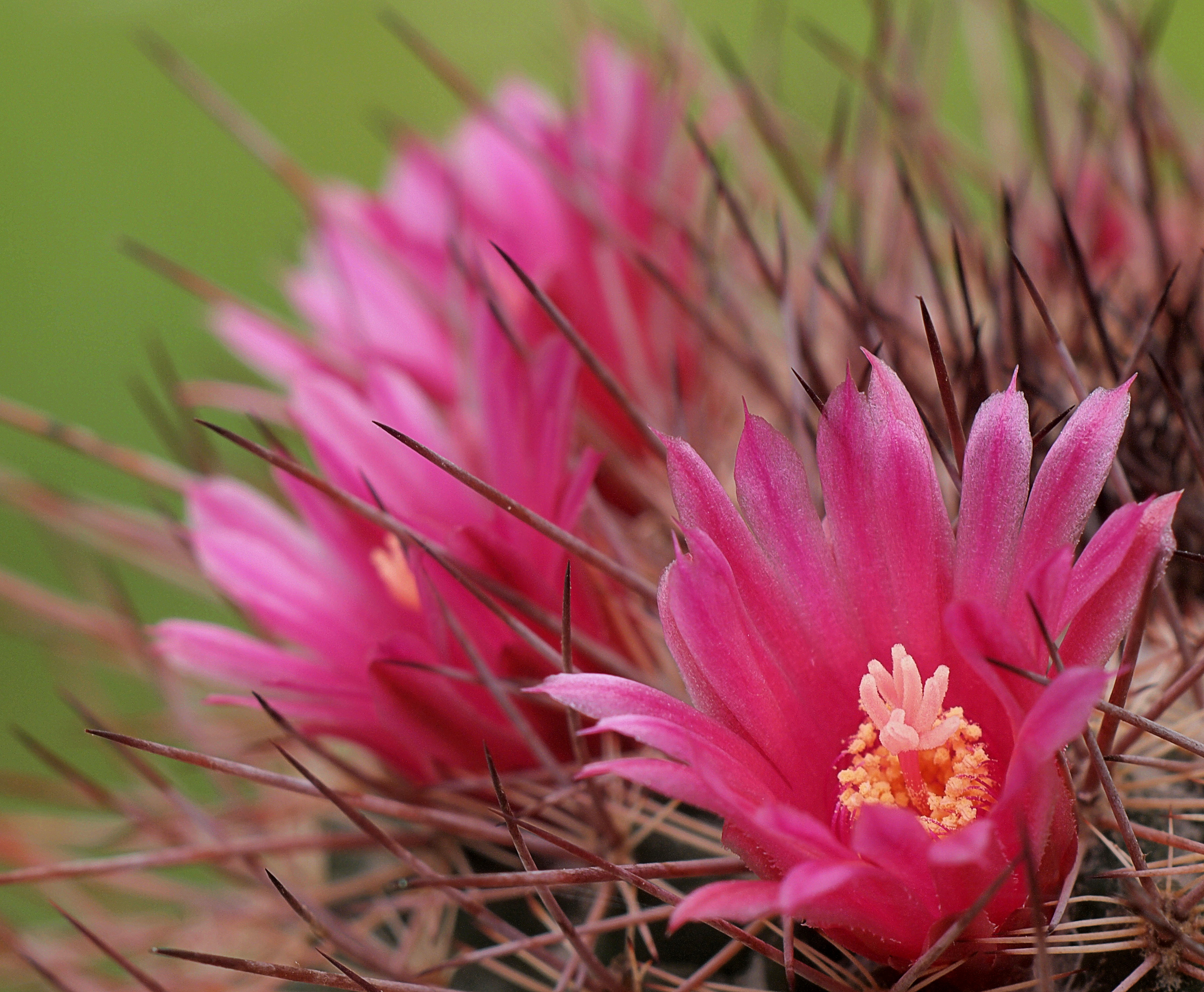
Flores

## Descripción
Es una planta perenne carnosa y globosa con las hojas transformadas en espinas, de color verde y con las flores de verde, naranja y amarillo. 

## Taxonomía
Mammillaria lindsayi fue descrita por Robert T. Craig y publicado en Cactus and Succulent Journal 12: 182. 1940.
Etimología
Mammillaria: nombre genérico que fue descrita por vez primera por Carolus Linnaeus como Cactus mammillaris en 1753, nombre derivado del latín mammilla = tubérculo, en alusión a los tubérculos que son una de las características del género.
lindsayi: epíteto otorgado en honor del botánico George Edmund Lindsay (1917−2002).
Sinonimia
- Mammillaria lindsayi var. cobrensis Repp.
- Mammillaria lindsayi var. rubriflora Hils.